# Navy Pillay
Navanethem "Navi" Pillay (født 23. september 1941) er en sydafrikansk jurist, som har været FN's højkommissær for menneskerettigheder i 2008-2014.
Hun var den første farvede kvindelige dommer i Sydafrikas Højesteret. Navy Pillay har også været dommer for Den Internationale Straffedomstol og formand for Det Internationale Tribunal for Rwanda. I april 2015 blev Pillay den 16. formand for Den Internationale Kommission mod dødsstraf.